# Saint-Aignan-Grandlieu
 Saint-Aignan-Grandlieu  es una población y comuna francesa, situada en la región de Países del Loira, departamento de Loira Atlántico, en el distrito de Nantes y cantón de Bouaye.

## Demografía
| 1372 | 1357 | 1717 | 2489 | 3033 | 3483 |
| Para los censos de 1962 a 1999 la población legal corresponde a la población sin duplicidades (Fuente: INSEE [Consultar]) |      |      |      |      |      |